# اعتصاب ۱۴۰۱ کارگران نفت، گاز و پتروشیمی ایران
اعتصاب ۱۴۰۱ کارگران نفت، گاز و پتروشیمی ایران را «شورای سازماندهی اعتراضات کارگران پیمانی نفت»، طی بیانیه‌ای در روز دوشنبه، ۱۸ مهر ۱۴۰۱، اعلام کرد. این شورا ضمن حمایت از اعتراضات سراسری مردم ایران، از قبل به نهادهای امنیتی هشدار داده بود که اگر سرکوب مردم معترض ادامه پیدا کند، کارگران صنعت نفت، به نشانه اعتراض، دست به اعتصاب خواهند زد. متعاقبا پتروشیمی بوشهر، پتروشیمی هنگام و دماوند در عسلویه، همچنین پتروشیمی‌های کنگان و فاز دوم پالایشگاه آبادان از روز دوشنبه ۱۸ مهر ماه، در حمایت از اعتراضات گسترده مردمی، دست به اعتصاب زدند.

## اعتراضات

### دوشنبه ۱۸ مهر
کارگران پتروشیمی‌های بوشهر واقع در عسلویه، دماوند، و هنگام، پتروپالایش کنگان وهمچنین فاز دوم پالایشگاه آبادان همزمان با بیست و چهارمین روز اعتراضات سراسری با دادن شعارهای ضد حکومتی دست به اعتصاب زده و محل کارشان را ترک کردند. کارگران در تجمع‌هایی که داشتند شعارهایی مانند: «امسال سال خونه، سیدعلی سرنگونه»، «مرگ بر دیکتاتور» و «نترسید، نترسید، ما همه با هم هستیم» سر دادند. حداقل یازده کارگر معترض در جریان اعتصابات روز دوشنبه عسلویه دستگیر شدند.

### سه شنبه ۱۹ مهر
با وجود سرکوب اعتراضات ایران توسط نیروهای امنیتی، اعتصاب کارگران نفت ادامه دارد.
اعتصابات کارگران صنعت نفت ایران، در دومین روز خود سه‌شنبه ۱۹ مهر ادامه یافت.

### چهارشنبه ۲۰ مهر
در ادامه اعتصاب کارگران صنعت نفت، نیروهای امنیتی و گارد ویژه جمهوری اسلامی ایران با یورش به کارگران اعتصابی و معترض پروژه‌ای صنعت نفت در بوشهر، قریب به ۱۵ تن را بازداشت کردند.

### پنجشنبه ۲۱ مهر
در تدوام خیزش سراسری، اعتصاب کارگران صنعت نفت و پتروشیمی ایران ادامه یافت و وارد چهارمین روز خود شد. اعتصاب کارگران پالایشگاه‌ها در عسلویه و آبادان نیز همچنان ادامه پیدا کرد.

### سه شنبه ۲۶ مهر
از روز سه‌شنبه ۲۶ مهر کارمندان کارگاه مرکزی مجتمع گازی پارس جنوبی در عسلویه و کارگران صنعت نیشکر هفت‌تپه به اعتصابات سراسری پیوستند.

### شنبه ۲۶ آذر
جمعی از کارکنان رسمی نفت در شهرهای اهواز، ماهشهر، گچساران، عسلویه، بیجار، گناباد دست به تجمع اعتراضی زدند. این تجمع بر اساس فراخوان از پیش اعلام شده برای دست زدن به یک تجمع سراسری صورت گرفته است. معترضان خواهان اجرای ماده ۱۰ قانون وظایف و اختیارات وزارت نفت، لغو مالیات زیاد از حقوق‌ها، لغو سقف حقوقی، اضافه کردن حقوق و دستمزد، پرداخت پاداش بازنشستگی، بهبود بخشیدن به خدمات رفاهی و وضعیت بهداشت و درمان، ابطال اساسنامه صندوق نفت و رسیدگی به دیگر مطالباتشان شدند.

### شنبه ۳ دی
بر اساس گزارش شورای سازماندهی اعتراضات کارگران پیمانی نفت: «جمعی از کارگران مجتمع‌های گازی در عسلویه و کنگان بر اساس فراخوان قبلی قصد داشتند تجمع اعتراضی برپا کنند، اما ماموران امنیتی، انتظامی و لباس شخصی وارد شده و ۳۰ تن از کارگران را دستگیر کردند.  تا کنون ۱۵ نفر از این کارگران همچنان در بازداشت بسر میبرند.

### دوشنبه ۵ دی
جمعی از کارکنان پتروشیمی آبادان در مقابل این مجتمع پتروشیمی دست به اعتصاب زده و از ادامه فعالیت خودداری کردند. به گزارش «اتحادیه آزاد کارگران ایران»، گزارش کرد که اعتصاب کارکنان پتروشیمی آبادن در اعتراض به نامه‌های تهدید‌آمیز برای کارکنانی صورت گرفت که در تجمعات اعتراضی قبلی شرکت کرده بودند. این اعتصاب از روزهای گذشته به‌طور پراکنده شروع شده بود، اما روز دوشنبه با پیوستن اکثر کارکنان، فعالیت مجتمع تعطیل شده است.

### دوشنبه ۱ اسفند
به گزارش اتحادیه آزاد کارگران ایران، مأموران امنیتی از تجمع کارگران پیمان‌کاری پالایشگاه‌های گاز در عسلویه ممانعت به عمل آوردند. به گزارش همین نهاد صنفی یک‌شنبه شب یکی از مسئولان کانون انجمن‌های صنفی عسلویه به نام «علیرضا میرغفاری» از سوی مقامات امنیتی دستگیر شده و برای تعدادی دیگر نیز «احضاریه صادر شده است.» همچنین کارکنان شرکت «کانرود سازه» پتروشیمی چابهار نیز اعتصاب و اعتراض خود را به دلیل عقب افتادن چهار ماه حقوق خود شروع کردند.